# Arkádie

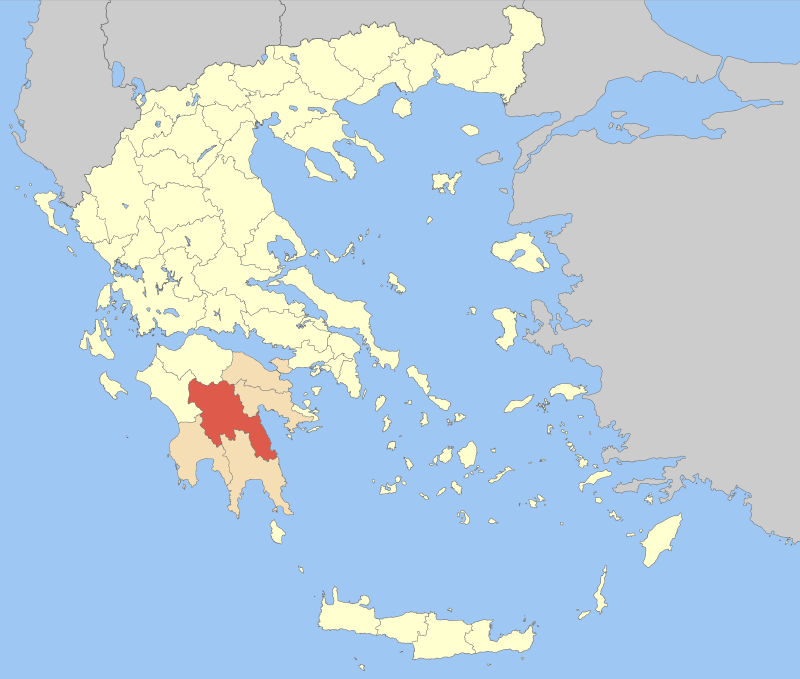
Arkádie na mapě Řecka

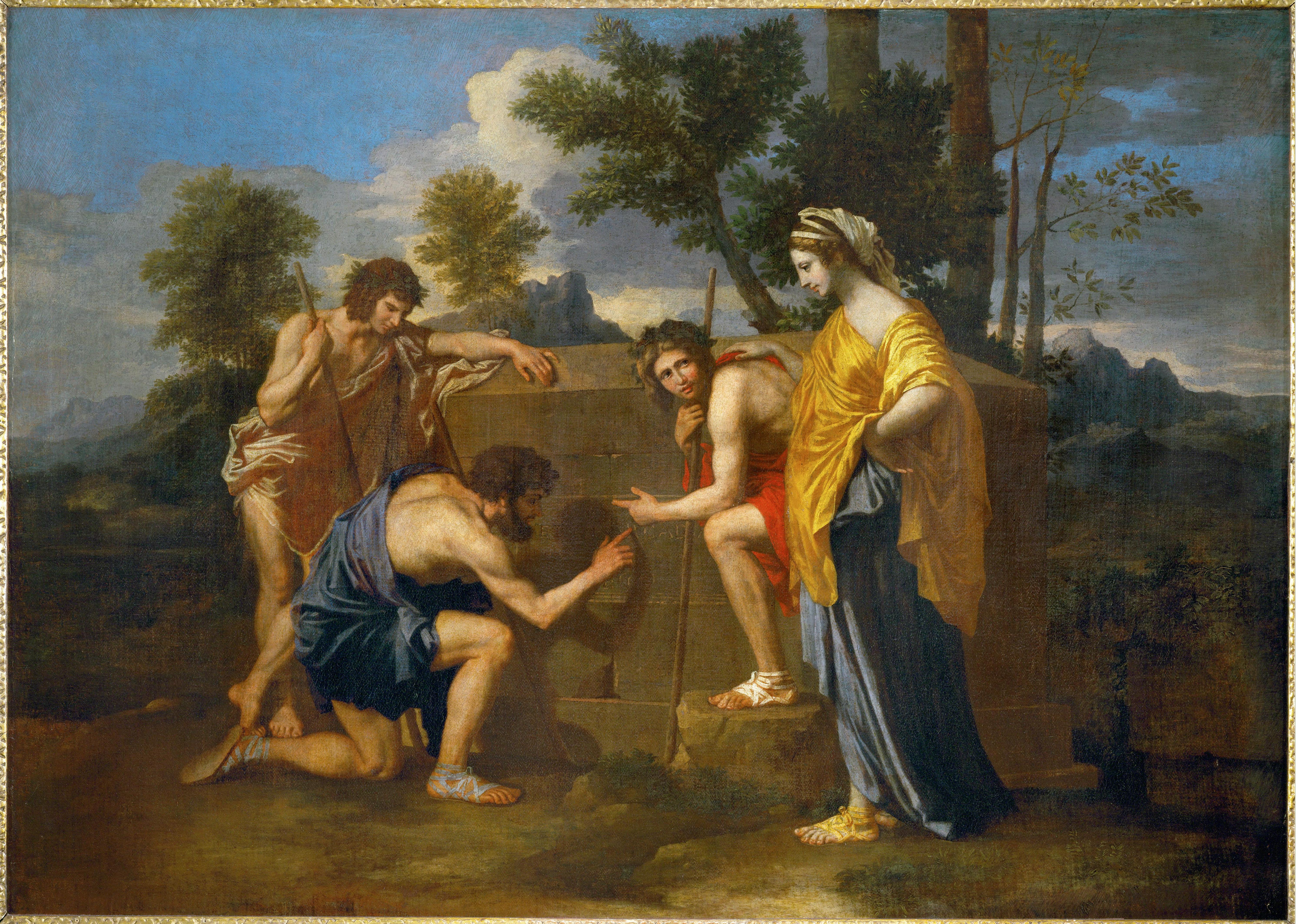
Nicolas Poussin, Pastýři z Arkádie

Arkádie (řecky Αρκαδία) je hornatá oblast uprostřed Peloponéského poloostrova, ve starověku nebyla podmaněna ani Spartou, zachoval se zde předdórský dialekt řečtiny. Její název je odvozen od mytologické postavy jménem Arkas. Dnes se jedná o největší regionální jednotku na Peloponésu tvořenou 4 provinciemi Gortynia, Kynouria, Mantineia, Megalopoli. Zaujímá kolem 18 % rozlohy poloostrova. Jejím hlavním městem je Tripolis. Nejvyšším vrcholem hornaté oblasti je Mainalo (1986 m).

## Historie
Roku 362 př. n. l. se zde odehrála bitva u Mantineie mezi Thébany, vedenými Epameinóndem, arkadským spolkem a Bojóty na jedné straně a Sparťany, v čele s králem Agésiláem II., Athéňany, Élidskými a Mantinejskými na straně druhé. V této bitvě se mělo rozhodnout o tom, kdo se stane hegemonem Řecka, avšak Epameinóndova smrt a porážka Sparty nakonec otevřela prostor ke vzestupu Makedonie krále Filipa II.

## Mytologie
Arkádie byla podle řecké mytologie sídlem boha Pana. Obyvatelé této odlehlé oblasti byli už v klasických dobách vnímáni jako prostí pastevci, kteří žijí pohodovým životem stranou politických a obchodnických intrik. Vergilius tuto idealizovanou představu zobrazil ve své sbírce Bukolika. Barokní umění pak používalo Arkádii jako symbol návratu k půdě. Nicolas Poussin nebo Cesare Saccaggi namalovali obrazy s tematikou pastýře z Arkádie.
Rodákem z Arkádie byl bojovník za nezávislost Řecka Theodoros Kolokotronis.